# Mel Hutchins
Mel Hutchins, właśc. Melvin Ray Hutchins (ur. 22 listopada 1928 w Sacramento, zm. 19 grudnia 2018 w Encinitas) – amerykański koszykarz, skrzydłowy, uczestnik spotkań gwiazd NBA.

## Osiągnięcia
NCAA
- Zwycięzca turnieju NIT (1951)[3]
- NCAA Final Four (1951)[4]
- 3-krotny mistrz konferencji Skyline (1948, 1950–1951)[4]
- MVP East-West College All-Star Game (1951)[4]
- Zaliczony do:
  - I składu:
    - turnieju:
      - NIT (1951)[4]
      - NCAA (1950)[4]

    - konferencji Skyline (1950–1951)[4]

  - II składu All-American (1951)[5]
  - Galerii Sław Sportu uczelni Brigham Young (1976)[4]
- Uczelnia zastrzegła należący do niego numer 42

NBA
- 2-krotny finalista NBA (1955–1956)[6]
- 4-krotny uczestnik meczu gwiazd NBA (1953–1954, 1956–1957)[2]
- Lider NBA w zbiórkach (1952)[7]